# Rhotana amboinensis
Rhotana amboinensis är en insektsart som först beskrevs av Frederick Arthur Godfrey Muir 1913.  Rhotana amboinensis ingår i släktet Rhotana och familjen Derbidae. Inga underarter finns listade i Catalogue of Life.